# Угу Леал
Угу Леал (порт. Hugo Leal, нар. 21 травня 1980, Кашкайш) — португальський футболіст, що грав на позиції півзахисника. По завершенні ігрової кар'єри — тренер.
Виступав, зокрема, за «Бенфіку», «Атлетіко», «Парі Сен-Жермен» та «Порту», а також зіграв один матч за національну збірну Португалії.

## Клубна кар'єра
Народився 21 травня 1980 року в місті Кашкайш. Вихованець юнацьких команд футбольних клубів «Алкабідече», «Ешторіл Прая» та «Бенфіка». У складі останньої з них Леал і дебютував на дорослому віці ще у 16 років 20 квітня 1997 року в матчі Прімейри проти «Ешпінью» (2:0). Для отримання ігрової практики більшу частину сезону 1997/98 провів на правах оренди у клубі другого дивізіону «Алверка», а повернувшись в рідну команду у сезоні 1998/99 став її основним гравцем.
Влітку 1999 року Леал переїхав за кордон, щоб виступати за іспанський «Атлетіко». За підсумками першого сезону клуб вилетів з вищого дивізіону, а Леал забив 1 гол, вдома, 13 травня 2000 року проти «Севільї». Незважаючи на пониження у класі Угу залишився у команді на наступний сезон, але не зміг допомогти «матрацникам» повернутись в Ла-Лігу, хоча і був безсумнівним основним гравцем команди (36 матчів, чотири голи у Сегунді).
2001 року Леал перейшов у «Парі Сен-Жермен». З французькою командою португалець двічі поспіль доходив до фіналу Кубка Франції, при цьому у першому фіналі 2003 року проти «Осера» саме він відкрив рахунок, але парижани програли 1:2, а у наступному розіграші 2003/04 парижани таки зуміли взяти трофей, втім Леал у фінальній грі участь не брав. Через травму португалець програв конкуренцію Лоріку Цані та Модесту М'Бамі, тому ігровий час гравця поступово скорочувалося, і сторони домовились про дострокове розірвання контракту 4 серпня 2004 року.
У серпні 2004 року Леал підписав контракт з «Порту», який на той момент був не лише чемпіоном Португалії, а й діючим переможцем Ліги Чемпіонів. Це означало що на початку сезону «дракони» мали зіграти у двох Суперкубках — Португалії та Європи. І якщо у внутрішньому, що пройшов 20 серпня, Леал відіграв увесь матч і допоміг обіграти рідну «Бенфіку», то у Суперкубку УЄФА, який пройшов за тиждень, Леал був змінений на 61 хвилині на Рікарду Куарежму, а його клуб поступився іспанській «Валенсії» (1:2). Втім надалі Леал не зміг закріпитись в основному складі і останній розіграш Міжконтинентального кубку, що пройшов у кінці року і завершився перемогою «Порту», Угу не потрапив навіть у заявку, а на початку наступного року був відданий в оренду в «Академіку» (Коїмбра), де і дограв сезон.
В цей момент Леал серйозно розглядав можливість закінчити свою ігрову кар'єру, тим не менш влітку 2005 року підписав контракт з «Брагою», але покинув клуб за взаємною згодою в січні 2007 року після того, як зіграв лише 17 матчів за півтора року. У серпні він повернувся до Лісабону і приєднався до «Белененсеша», втім і тут майже не грав через травми, провівши за сезон 2007/08 лише 8 ігор у Прімейрі.
В кінці жовтня 2008 року Леал підписав річний контракт із новачком вищого португальського дивізіону клубом «Трофенсі», який не врятував від вильоту, після чого повернувся до Іспанії після восьми років відсутності, приєднавшись до «Саламанки», яка грала у Сегунді. Контракт був розрахований на один рік із продовженням ще на один у випадку виходу до Прімери. Втім клуб і близько не боровся за підвищення сезону і зайняв лише 16 місце.
Наприкінці липня 2010 року Леал повернувся на батьківщину і підписав угоду з «Віторією» (Сетубал), де провів наступні два сезони, а завершив професійну ігрову кар'єру у клубі «Ешторіл Прая», за який виступав протягом сезону 2012/13 років. Загалом за кар'єру Угу зіграв у вищому португальському дивізіоні 148 матчів і забив дев'ять голів в протягом 11 сезонів.

## Виступи за збірні
Зі збірною до 16 років Леал брав участь у юнацькому чемпіонаті Європи 1995 року в Бельгії та 1996 року в Австрії, на кожному з яких ставав чемпіоном Європи. А згодом з командою до 18 років став фіналістом юнацького чемпіонату Європи 1997 року на Кіпрі, ставши зі збірною четвертим.
Викликався до юнацької збірної Португалії (U-20). У її складі взяв участь у молодіжному чемпіонаті світу 1999 року в Нігерії, де португальці дійшли до 1/8 фіналу.
Протягом 1998—2000 років залучався до складу молодіжної збірної Португалії. На молодіжному рівні зіграв у 20 офіційних матчах, забив 4 голи.
19 лютого 1999 року зіграв свій єдиний матч у складі національної збірної Португалії. Протягом кар'єри у національній команді, яка тривала 1 рік, провів у її формі 1 матч. У товариському матчі у Парижі проти Нідерландів на 63-й хвилині він замінив Руя Кошту, зустріч завершилася нульовою нічиєю.

## Кар'єра тренера
Після завершення ігрової кар'єри Леал залишився у своєму останньому клубі «Ешторіл Прая» і став функціонером. У березні 2015 року після звільнення головного тренера Жозе Коусейру, Леал очолив команду до кінця сезону, зайнявши з нею 12 позицію у Прімері, після чого у липні передав управління своєму асистенту бразильцю Фабіано.

## Титули і досягнення
- Володар Кубка Франції (1):

«Парі Сен-Жермен»: 2003—2004
- Володар Суперкубка Португалії (1):

«Порту»: 2004
Збірні
- Чемпіон Європи (U-16): 1995, 1996